# Ouled Brahim (Médéa)
Pour les articles homonymes, voir Ouled Brahim.
Ouled Brahim est une commune de la wilaya de Médéa en Algérie.

## Géographie
La commune est située dans le tell central  dans l'Atlas blidéen à environ 97 km au sud-ouest d'Alger et à 16 km au sud-est de Médéa et à environ 12 km au nord-est de Berrouaghia et à 52 km au sud-est de Blida et à 8 km au sud-est de El Omaria et à 100 km à l'est de Aïn Defla.
| Ouzera      | Ouzera       | El Omaria |
| Berrouaghia | Ouled Brahim | El Omaria |
| Berrouaghia | Berrouaghia  | El Omaria |